# MBT-80主力戰車
FV4601 MBT-80主力戰車（FV4601為英軍內部代號）是英國於1970年代設計的實驗性第三代主力戰車，原先計畫用於取代酋長式主力戰車。這款戰車最終因性能不如挑戰者1戰車而被取消，而挑戰者1戰車本身亦是酋長式戰車的一款替代方案。

## 歷史
1970年代早期，北約各國所使用的主力戰車差異極大，不利於戰備統合與後勤補給。為此，德國與美國決定共同開發一款用於取代豹1型坦克與M48巴頓坦克的新型主力戰車，也就是MBT-70。然而，該計畫最終卻因兩國團隊無法達成設計共識與預算超支等問題而被迫中止。德國隨後與英國共同開發一款未來主力戰車（Future Main Battle Tank, FMBT）。這款戰車預計將會於1980年代早期取代英國的酋長式戰車以及德國的一些舊式坦克。1977年時，時任英國國防大臣的弗雷德·穆利宣佈雖然英德兩國對於共同開發計畫的細節均已達成共識，但由於雙方對於換裝時間表仍存在著分歧，因此共同合作在當時是不可行的。然而，英國對於替換酋長式戰車的需求卻未曾減少，因此於1978年時決定自行開發MBT-80主力戰車。

## 設計
MBT-80被設計來抵禦任何東方集團所可能構成的裝甲威脅，因此裝備了一門火力強大的120毫米線膛炮、先進的複合裝甲以及優秀的機動能力。

### 武裝
MBT-80的主要武裝是一門120毫米線膛炮。這門炮的設計與酋長式戰車、挑戰者1戰車以及挑戰者2戰車上的主炮有著類似的特徵。

### 防護
MBT-80上安裝了當時甫研發完成的查布漢裝甲。這款裝甲在對反戰車高爆彈及動能穿甲彈的防禦性上十分有效。

### 機動性
MBT-80被設計為可長途行駛，而且較先前的戰車有著更優秀的機動性及運動速度。兩款引擎曾被列為MBT-80的可能動力選項：一款是M1艾布蘭主力戰車所使用的AGT-1500燃氣渦輪發動機，可輸出1500匹馬力；另一款則是改良式渦輪增壓版本的勞斯萊斯CV12柴油引擎，同樣可輸出1500匹馬力。CV12最終雀屏中選，主要原因是若要將AGT1500裝入MBT-80內，其車身將要被大幅修改，傳動系統亦必須更換為專為該引擎設計的變速器。此外，汽油渦輪引擎的高耗油量亦是CV12柴油引擎獲得青睞的原因之一。CV12引擎預計將由勞斯萊斯位於舒茲伯利的工廠負責生產。

## 計畫取消
在伊朗伊斯蘭革命過後，該國對英國的所有訂單均被取消，其中包括專為該國設計打造的波斯獅2式戰車（Shir 2）。當時的英國國防工業相當倚賴伊朗市場，但在外銷需求頓時消失後，英國皇家兵工廠里茲分廠便被迫裁員。與此同時，英國政府亦在尋找如何在裁員的同時，仍能為里茲分廠保留生產下一代主力戰車所需的技術與能量。儘管政府曾試圖將MBT-80以最快的速度送上生產線，但基於種種原因，一直要到1980年代中期，MBT-80才真正準備好要開始量產。最終，由於性能問題及為了替挑戰者1主力戰車騰出生產線，MBT-80被取消。而挑戰者1戰車亦被證明是一款相當出色的主力戰車，並於1983年正式取代酋長式戰車成為英軍的新世代裝甲主力。

## 外部連結
- Globalsecurity.org （页面存档备份，存于）

| 论 编 | 二戰後歐洲裝甲戰鬥車輛 |